# Província de Ghazni
La província de Ghazni (Paixtu: غزني, persa: غزنی) és una divisió administrativa de l'Afganistan a l'est del país en la ruta de Kabul a Kandahar. La capital és la ciutat de Gazni (Ghazni). El territori és de majoria paixtu (51%) amb un important nombre d'hazares i tadjiks (entre els dos són el 47%). Està dividida en 19 districtes. La superfície és de 22.915 km² i la població estimada el 2002 era de 931.000 habitants.
| Districte    | Capital       | Etnicitat (%)                                 |
| ------------ | ------------- | --------------------------------------------- |
| Ab Band      | Haji Khel     | 100% paixtus                                  |
| Ajristan     | Sangar        | 97% paixtus, 3% hazares                       |
| Andar        | Miray         | 100% paixtus                                  |
| Dih Yak      | Ramak         | 89% paixtus, 11% tadjiks                      |
| Gelan        | Janda         | 100% paixtus                                  |
| Ghazni       | Gazni         | 50% tadjiks, 25% hazares, 25% paixtus         |
| Giro         | Pana          | 100% paixtus                                  |
| Jaghatu      | Gul Bahawari  | 73% hazares, 27% paixtus                      |
| Jaghori      | Sange-e-Masha | 100% hazares                                  |
| Khugiani     | Khugiani      | 99,9% paixtus, 0,1% hazares, tadjiks i uzbeks |
| Khwaja Umari | Khwaja Umari  | 45% hazares, 35% tadjiks i 20% paixtus        |
| Malistan     | Malistan      | 100% hazares                                  |
| Muqur        | Muqur         | 80% paixtus, 20% hazares i tadjiks            |
| Nawa         | Nawa          | 100% paixtus                                  |
| Nawur        | Du Abi        | 100% hazares                                  |
| Qarabagh     | Qarabagh      | 50% hazares, 50% paixtus                      |
| Rashidan     | Rashidan      | 96% paixtus, 4% hazares                       |
| Waghaz       | Waghaz        | 99% paixtus                                   |
| Zana Khan    | Dado          | 100% paixtus                                  |

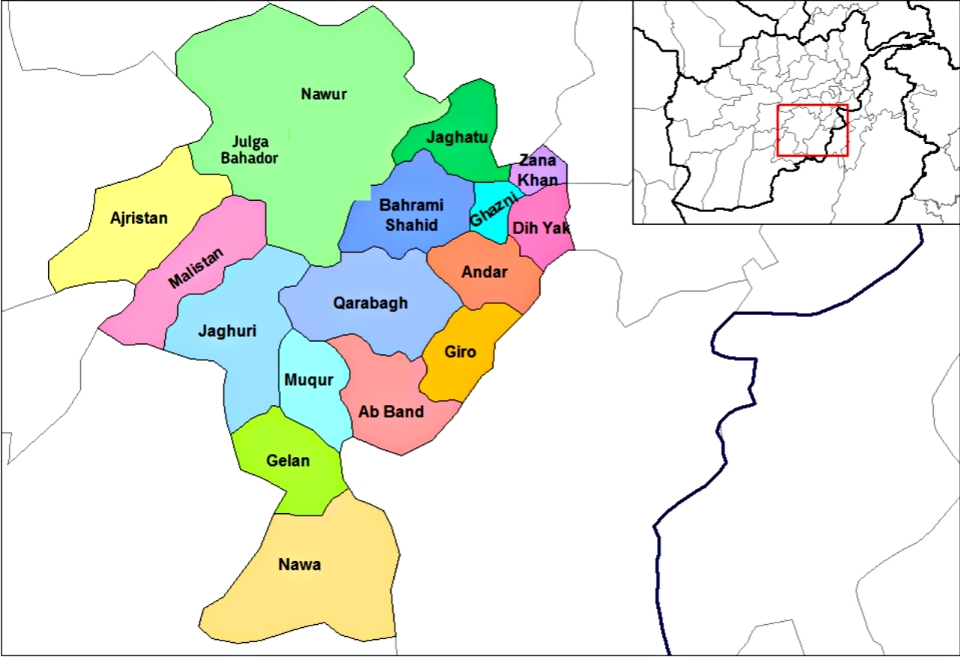
Districtes de Ghazni (mapa abans del 2006)

Malistan, Jaghuri, Nawur, parts de Qarabagh, Dih Yak i Jaghatu són part de l'Hazaradjat.